# Герб Нью-Йорка (Україна)
Герб Нью-Йо́рка — офіційний символ селища Нью-Йорка Донецької області. Затверджений Рішенням № 4/30-2 від 22 лютого 2005 року сесії Новгородської селищної Ради «Про затвердження герба селища Новгородське». Автор — Олег Киричок.

## Символіка герба
Ліворуч розташований Y-подібний хрест у золотому полі. Праворуч розміщенні три геральдичні троянди, які дуже схожі на троянду Лютера. Neu Jork був німецькою колонією лютеранців та менонітів. Вгорі шестигранні кільця (бензольне кільце — символ фенольного заводу), та шестерні (машинобудівний завод).

## Історія

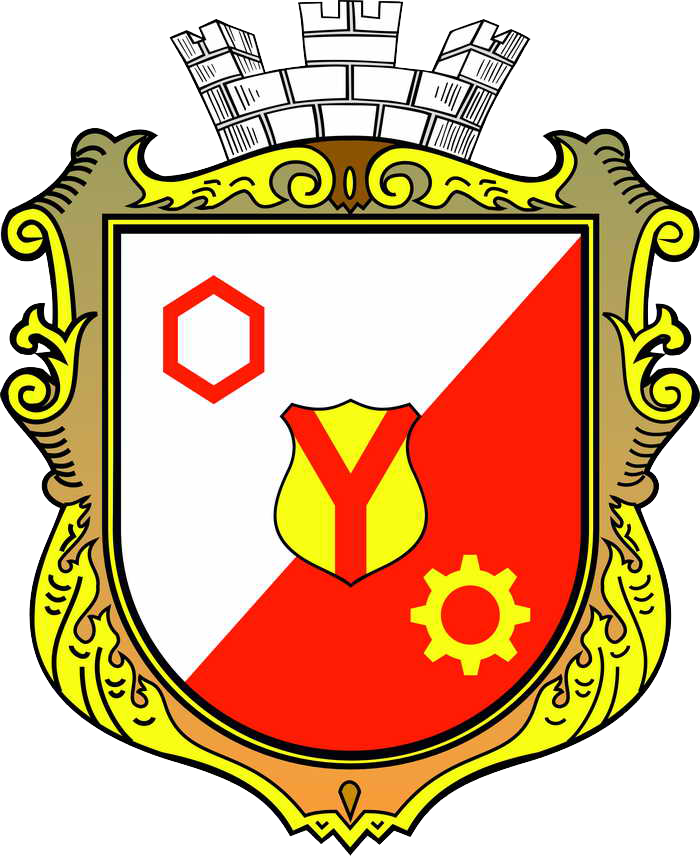
Офіційно затверджена версія 1995 року

У 2005 р. до авторської групи, яка розробила герб Покровського району, звернувся доктор історичних наук, Голова Донецького обласного національно-культурного товариства німців «Віденбург» Олександр Артурович Дінгес із проханням розробити герб селища.
Завдання виявилося не дуже складним. Герб вийшов «промовистий»: «Щит іспанської форми скошений ліворуч на срібло та червень. У центрі на лінію поділу накладено щиток німецької форми, облямований черню, із червленим Y-подібним хрестом у золотому полі. У срібному полі червоне шестигранне кільце. У червоному полі золота шестерня з вісьмома зубцями».
Шестигранне кільце — бензольне кільце — символ фенольного заводу, шестерня — машинобудівний завод.
Претензій та зауважень до розробленого проєкту у селищного голови Миколи Івановича Єрмака взагалі не було. Але він попросив для «проведення тендеру на розробку герба Новгородського» надати ще один варіант герба.
Це виявилося нескладним завданням. Тим більше що при роботі над проєктом було намальовано кілька варіантів герба. Один із них передали до Ради.
Основний варіант герба затвердили. Копії рішення про затвердження були направлені у відповідні інстанції та про герб забули. А комплект документів на альтернативний герб поклали до шафи в кабінеті секретаря Ради Тетяни Миколаївни Красько.
За кілька років, на селищному святі, вирішили колону прикрасити гербом селища. Звернулися до секретаріату…
Про затверджений герб уже ніхто не пам'ятав… Знайшли комплект документів на альтернативний герб… Свято вдалося на славу. Колона демонстрантів пройшла селищем з гарним новим гербом.
Коли автор цих рядків побачив фото цього свята, то він був трохи спантеличений.
Зателефонувавши Тетяні Миколаївні, він поінформував її про це прикре непорозуміння.
Відразу була фраза:
— Не може бути. У нас комплект документів є на герб!
Після пояснення, що це альтернативний варіант герба, та консультації із селищним головою, з'ясувалося, що справді це не той герб.
Щоб вирішити це прикре непорозуміння, ухвалили таке рішення:
— Все одно ніхто не знає, який герб правильний. І так зійде…

## Майбутнє герба
У 2024 році геральдист Едуард Савченко, який спеціалізується на геральдиці Донецької області, представив свій проєкт герба, який об'єднав два попередні варіанти герба і козацьку історію селища (на місті селища був зимівник Кальміуської паланки).
У-подібний хрест — це літера «Y», шаблі в синьому полі — козацька історія села, бензольне кільце — символ фенольного заводу, троянда — колонія лютеранців та менонітів.